# Jimmy Millar
Jimmy Millar (20. listopadu 1934, Edinburgh – 20. října 2022) byl skotský fotbalista, útočník. Po skončení aktivní kariéry působil jako trenér.

## Fotbalová kariéra
Začínal v týmu Dunfermline Athletic FC.
Ve skotské lize hrál za Rangers FC a Dundee United FC nastoupil ve 215 ligových utkáních a dal 95 gólů. V Poháru mistrů evropských zemí nastoupil ve 21 utkáních a dal 2 góly a v Poháru vítězů pohárů nastoupil v 10 utkáních a dal 9 gólů. S Rangers získal 5 mistrovských titulů a 5 vítězství ve skotském poháru. Za reprezentaci Skotska nastoupil v roce 1963 ve 2 utkáních.

## Ligová bilance
| Ročník                  | Zápasy | Góly | Klub                    |
| ----------------------- | ------ | ---- | ----------------------- |
| 2. skotská liga 1952/53 | 5      | 3    | Dunfermline Athletic FC |
| 2. skotská liga 1953/54 | 19     | 0    | Dunfermline Athletic FC |
| 2. skotská liga 1954/55 | 19     | 19   | Dunfermline Athletic FC |
| 1. skotská liga 1954/55 | 2      | 0    | Rangers FC              |
| 1. skotská liga 1955/56 | 1      | 0    | Rangers FC              |
| 1. skotská liga 1956/57 | 0      | 0    | Rangers FC              |
| 1. skotská liga 1957/58 | 25     | 5    | Rangers FC              |
| 1. skotská liga 1958/59 | 5      | 2    | Rangers FC              |
| 1. skotská liga 1959/60 | 30     | 21   | Rangers FC              |
| 1. skotská liga 1960/61 | 21     | 8    | Rangers FC              |
| 1. skotská liga 1961/62 | 23     | 15   | Rangers FC              |
| 1. skotská liga 1962/63 | 31     | 27   | Rangers FC              |
| 1. skotská liga 1963/64 | 22     | 6    | Rangers FC              |
| 1. skotská liga 1964/65 | 21     | 4    | Rangers FC              |
| 1. skotská liga 1965/66 | 10     | 1    | Rangers FC              |
| 1. skotská liga 1966/67 | 5      | 2    | Rangers FC              |
| 1. skotská liga 1967/68 | 8      | 3    | Dundee United FC        |
| 1. skotská liga 1968/69 | 10     | 0    | Dundee United FC        |
| CELKEM 1. skotská liga  | 215    | 95   |                         |